# ABA All-Defensive Team
L'ABA All-Defensive Team fu il riconoscimento che ogni anno, a partire dalla stagione 1972-1973, la ABA, tramite i voti degli allenatori di ogni franchigia, conferiva ai 5 migliori difensori che si erano distinti nel corso della regular season.

## Vincitori
|  | Eletti nella Basketball Hall of Fame |

| Stagione  |                                |                                   |
| Stagione  | Giocatore                      | Squadra                           |
| --------- | ------------------------------ | --------------------------------- |
| 1972-1973 | Julius Keye                    | Denver Rockets                    |
| 1972-1973 | Willie Wise                    | Utah Stars                        |
| 1972-1973 | Artis Gilmore                  | Kentucky Colonels                 |
| 1972-1973 | Mike Gale                      | Kentucky Colonels                 |
| 1972-1973 | Fatty Taylor (pari merito)     | Virginia Squires                  |
| 1972-1973 | Joe Caldwell (pari merito)     | Carolina Cougars                  |
| 1973-1974 | Julius Keye (2)                | Denver Rockets                    |
| 1973-1974 | Willie Wise (2)                | Utah Stars                        |
| 1973-1974 | Artis Gilmore (2)              | Kentucky Colonels                 |
| 1973-1974 | Mike Gale (2)                  | Kentucky Colonels / New York Nets |
| 1973-1974 | Fatty Taylor (2) (pari merito) | Virginia Squires                  |
| 1973-1974 | Ted McClain (pari merito)      | Carolina Cougars                  |
| 1974-1975 | Wil Jones                      | Kentucky Colonels                 |
| 1974-1975 | Bobby Jones                    | Denver Nuggets                    |
| 1974-1975 | Artis Gilmore (3)              | Kentucky Colonels                 |
| 1974-1975 | Don Buse                       | Indiana Pacers                    |
| 1974-1975 | Brian Taylor                   | New York Nets                     |
| 1975-1976 | Bobby Jones (2)                | Denver Nuggets                    |
| 1975-1976 | Julius Erving                  | New York Nets                     |
| 1975-1976 | Artis Gilmore (4)              | Kentucky Colonels                 |
| 1975-1976 | Don Buse (2)                   | Indiana Pacers                    |
| 1975-1976 | Brian Taylor (2)               | New York Nets                     |

## Maggior numero di selezioni
Elenco dei giocatori con più selezioni nell'All-Defensive Team ABA.
| * | giocatori inseriti nel Naismith Memorial Basketball Hall of Fame |

| Pos. | Nome           | Totale |
| ---- | -------------- | ------ |
| 1    | Artis Gilmore* | 4      |
| 2    | Bobby Jones*   | 2      |
| 2    | Brian Taylor   | 2      |
| 2    | Don Buse       | 2      |
| 2    | Fatty Taylor   | 2      |
| 2    | Julius Keye    | 2      |
| 2    | Mike Gale      | 2      |
| 2    | Willie Wise    | 2      |